# Detlef Winter

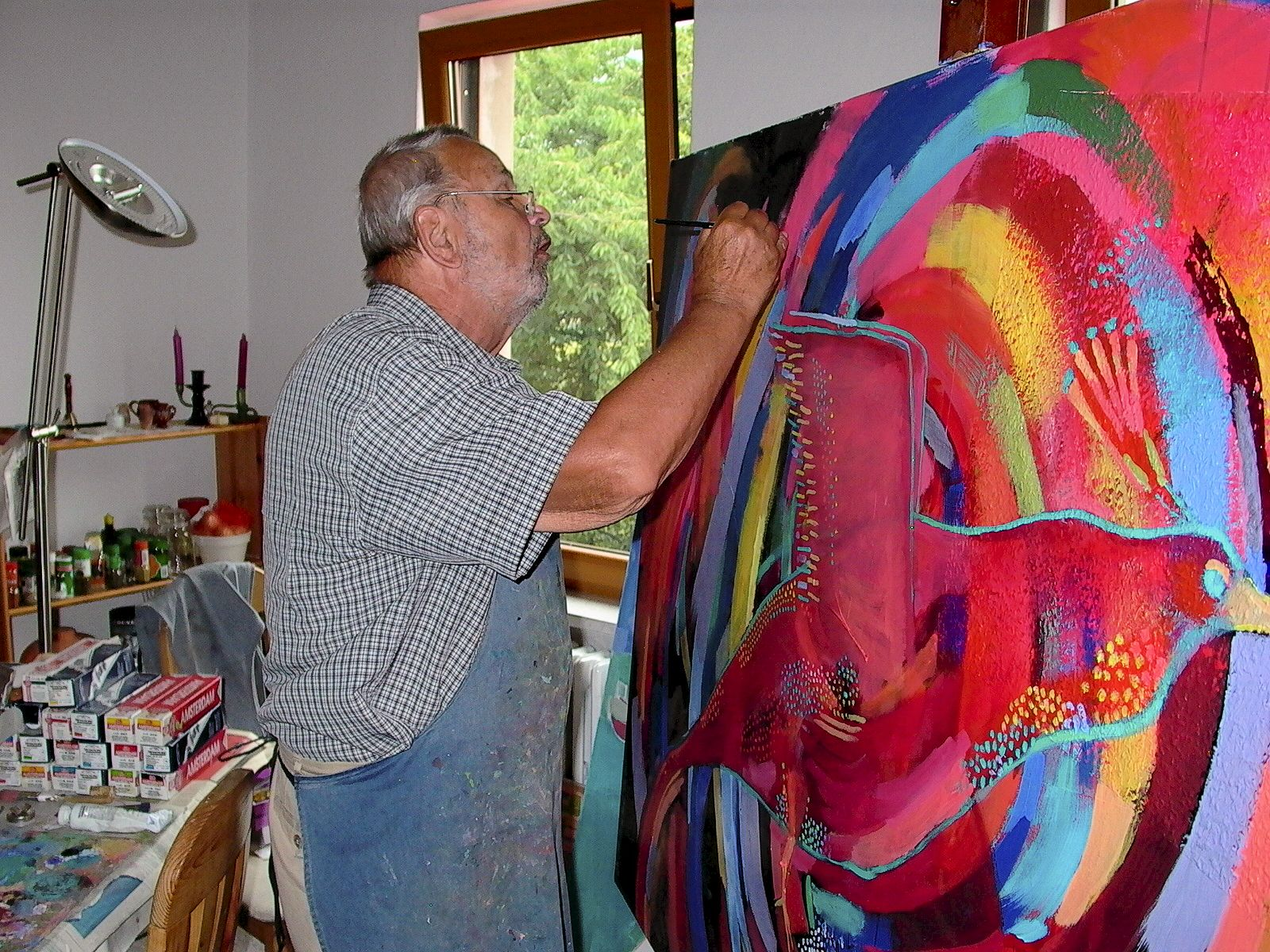
Detlef Winter arbeitet im Atelier am Bild Feuervogel (2007)

Detlef Hasso Otto Winter (* 4. April 1929 in Leipzig; † 11. September 2010 in Naumburg/Saale) war ein deutscher Maler, Grafiker, Lithograph und Bühnenbildner. Seine längste Lebens- und Schaffenszeit verbrachte er in der Schweiz, in Basel und im Baselland.

## Leben und Werk
Detlef Winter wurde am 4. April 1929 in Leipzig geboren. Ab 1943 absolvierte er eine Ausbildung zum Lithographen. Ab 1947 besuchte er die Werkkunstschule Hannover sowie anschließend die Staatliche Akademie der Bildenden Künste Stuttgart. Hier war er unter anderem auch Schüler in der Meisterklasse von Willi Baumeister. In den 1960er Jahren siedelte Winter in die Schweiz über und war dort für Bühnen, Tapetenproduzenten und Modehersteller tätig. In den 1970er Jahren unterrichtete Winter an einem Schweizer Gymnasium und als Lithograph und Museumspädagoge von 1983 bis 1994 am Schweizerischen Papiermuseum «Basler Papiermühle». 1999 kehrte er nach Deutschland zurück und ließ sich in der Nähe von Naumburg nieder und begann zu reisen.
Ab dem Jahr 2001 bis ins Jahr 2010 unterhielt Detlef Winter nach der Schweiz noch in Naumburg an der Saale in Mitteldeutschland sein letztes Atelier; große Reisen unternahm er bis ins Jahr 2006.
Detlef Winter starb am 11. September 2010 in Naumburg.
In Detlef Winters Werk, so der Ausstellungskatalog der Kunsthalle 2011, „stehen Ungegenständliches und Gegenständliches nebeneinander. Besonders nahe liegen ihm impressionistische Stimmungen und die damit zusammenhängende Farbigkeit. Zudem spiegeln sich künstlerische Begegnungen, die er auf seinen vielen Studienreisen in Europa und darüber hinaus erlebt hat. Sicher ist seine vielfältige Tätigkeit als Lithograph, Theaterrequisiteur, Bühnenbildner und Kunst- und Museumspädagoge auch der Hintergrund für die sich in seinem interessanten Werk vielfältig artikulierenden unterschiedlichen künstlerischen Einflüsse“.

## Ausstellungen
Einzel- und Gruppenausstellungen:

1958 • Stuttgart, Liederhalle, Presseball

1958 • Stuttgart, Killesberg, «Internationale Maler sehen die Stadt Stuttgart»

1962 • Stuttgart, Galerie Lutz & Mayer

1963 • Stuttgart, Gustav-Siegle-Haus, Ausstellung der Künstlergilde Buslat

1965 • Basel, Galerie Stägehuus

1969 • Stuttgart, Killesberg, «Juryfreie Kunstausstellung»

1969 • Wuppertal, Werkkunstschule, «Willi Baumeister-Schüler-Ausstellung»

1970 • Basel, Kunst in der Abbruchliegenschaft Markgräflerstrasse 23, «tendenzen der 70er Jahre»

               mit Martin Cleis, Paolo Pola, Esther Fer, Fritz Winkler, Detlef Winter;

               Idee, Organisation und Realisation: Detlef Winter

1970 • Monte Carlo, «Palme d'Or des Beaux Arts»

1971 • Monte Carlo, «Concours de la Palme d'Or des Beaux Arts»

1972 • Basel, Galerie Corner

1972 • Biarritz, Galerie Vallombreuse

1973 • Paris, Galerie Mouffe

1975 • Stuttgart, Galerie Mauth, «Willi Baumeister-Schüler-Ausstellung»

1975 + 78 • Paris, Ausstellungsteilnahme an der «Sociéte des Artistes Indépedants Paris»

1976 • Johannesburg, Rand Afrikaans University, «Living Arts Biennale» / «Lewende Kunste Biennale»

1977 + 78 • Cannes, Casino Municipal, «13e Grand Prix International de la Cote d'Azur», «14e Grand Prix International de la Cote d'Azur»

1978 • Basel, Praxis Dr. Rippmann

1982 • Strasbourg, «1ère Exposition Europeenne d'Art»

1982 • Basel, Sandoz

1982 • Frankfurt am Main, Alte Oper / Kongresszentrum

1982 • Oberwil/BL (Schweiz), Spritzehüsli

1983 • Basel, in den Räumen des ACS (Automobil Club Schweiz, Sektion Basel)

1984 • Ausstellung der GSAMBA im Lichthof des Baudepartements Basel-Stadt

1985 • Basel, Hotel Hilton, ART Forum

1985 • Genf, Metropolis Galerie Internationale d'Art

1989 • Basel, Galerie Münsterberg

1990 • Arlesheim (Schweiz), «Sektionsausstellung der GSAMBA beider Basel»

1994 • Oberwil/BL (Schweiz), Spritzehüsli

1995 • Basel, Schweizerische Bankgesellschaft

1997 • Basel, Gruppenausstellung mit fünf weiteren Künstlern

1999 • Freyburg (Unstrut), «Im Künstlerkeller»

– 2006 • Weitere Ausstellungen in Hamburg, Berlin, Wien und Miami sowie in Skandinavien, Österreich und Holland

2007 • Leipzig, im Autohaus Graupner («KUNST und AutoMOBIL»)

Ausstellungen Posthum:

2010 • Naumburg/Saale, «Kunst am Steinmeister» (mit zwei weiteren lebenden Malern, Thomas Wieduwilt und Hartwig Amman)

2011 • Naumburg/Saale, «Kunst in den Höfen» (Naumburger Tageblatt / Mitteldeutsche Zeitung)

               Teilnahme mit einem eigenen Ausstellungsstand im Hof «Atelier Detlef Winter, Naumburg»

2011 • Halle (Saale), „Detlef Winter (1929–2010): Malerei und Aquarelle“, kleine Retrospektive im Opernhaus Halle (Foyer), auf Einladung des Halleschen Kunstvereins e.V.*

2011 • Naumburg/Saale, 1. Naumburger Kulturmesse 2011, Teilnahme als «Atelier Detlef Winter, Naumburg»

## Ankäufe (Auszug)
1962 • Städtische Galerie Stuttgart / Württembergischer Kunstverein

1964 • Staatsgalerie Stuttgart

1966 • Regierungspräsidium Nordwürttemberg

1981 + 83 • Schweizerische Kreditanstalt (SKA), Basel, heutiger Name der Bank seit 1997: Credit Suisse

1991 + 95 • Hoffmann La Roche, Basel

– 2010 • Verschiedene öffentliche Einrichtungen, Verwaltungen in Deutschland und in der Schweiz sowie private Sammler